# 13 Rezerwowa Dywizja Piechoty (Cesarstwo Niemieckie)
13 Rezerwowa Dywizja Piechoty (niem. 13. Reserve-Division)  – związek taktyczny Armii Cesarstwa Niemieckiego. 
W sierpniu 1914 rozwinięto w Niemczech do etatów wojennych istniejące w okresie pokoju związki operacyjne (armie) i związki taktyczne. W tym też miesiącu z rekrutów, rezerwistów i ochotników znajdujących się  w korpuśnych ośrodkach szkoleniowych zorganizowano jednostki rezerwowe.

W składzie VII  Rezerwowego Korpusu Armijnego została rozwinięta między innymi 13 Rezerwowa Dywizja Piechoty. W I wojnie światowej dywizja walczyła na froncie zachodnim.

## Struktura organizacyjna
Skład w sierpniu 1914:
- dowództwo dywizji
- 25 Rezerwowa Brygada Piechoty
  - 13 rezerwowy pułk piechoty
  - 56 rezerwowy pułk piechoty
- 28 Rezerwowa Brygada Piechoty
  - 39 rezerwowy pułk piechoty
  - 57 rezerwowy pułk piechoty
- 13 rezerwowy pułk artylerii polowej
- 5 rezerwowy pułk huzarów